# Гайдамацький дуб
Гайдамацький дуб — ботанічна пам'ятка природи місцевого значення. Об'єкт розташований на території Звенигородського району Черкаської області, Селищанське лісництво, урочище Дідова гора.
Площа — 0,1 га, статус отриманий у 1990 році.